# CENPV
CENPV (англ. Centromere protein V) – білок, який кодується однойменним геном, розташованим у людей на 17-й хромосомі. Довжина поліпептидного ланцюга білка становить 275 амінокислот, а молекулярна маса — 29 946.
| 10         |  | 20         |  | 30         |  | 40         |  | 50         |
| ---------- |  | ---------- |  | ---------- |  | ---------- |  | ---------- |
| MRRSRSSAAA |  | KLRGQKRSGA |  | SGASAAPAAS |  | AAAALAPSAT |  | RTRRSASQAG |
| SKSQAVEKPP |  | SEKPRLRRSS |  | PRAQEEGPGE |  | PPPPELALLP |  | PPPPPPPTPA |
| TPTSSASNLD |  | LGEQRERWET |  | FQKRQKLTSE |  | GAAKLLLDTF |  | EYQGLVKHTG |
| GCHCGAVRFE |  | VWASADLHIF |  | DCNCSICKKK |  | QNRHFIVPAS |  | RFKLLKGAEH |
| ITTYTFNTHK |  | AQHTFCKRCG |  | VQSFYTPRSN |  | PGGFGIAPHC |  | LDEGTVRSMV |
| TEEFNGSDWE |  | KAMKEHKTIK |  | NMSKE      |  |            |  |            |

A: Аланін

C: Цистеїн

D: Аспарагінова кислота

E: Глутамінова кислота

F: Фенілаланін

G: Гліцин

H: Гістидин

I: Ізолейцин

K: Лізин

L: Лейцин

M: Метіонін

N: Аспарагін

P: Пролін

Q: Глутамін

R: Аргінін

S: Серин

T: Треонін

V: Валін

W: Триптофан

Кодований геном білок за функцією належить до фосфопротеїнів. 
Задіяний у таких біологічних процесах, як клітинний цикл, поділ клітини, мітоз, альтернативний сплайсинг, метилювання. 
Локалізований у цитоплазмі, цитоскелеті, ядрі, хромосомах, центромерах, кінетохорі.